# ابن نجية
زين الدين، أبو الحسن، علي بن إبراهيم بن نجا بن غنائم الأنصاري الدمشقي الحنبلي، ويعرف بابن نجية (508هـ - 599هـ)، نزيل الشارع بمصر.

## شيوخه
سمع من علي بن أحمد بن قبيس المالكي، ومن خاله شرف الإسلام، عبد الوهاب ابن الشيخ أبي الفرج عبد الواحد بن محمد الحنبلي، وسمع ببغداد من أحمد بن علي الأشقر، وأبي سعيد أحمد بن محمد البغدادي، وابن ناصر، وموهوب بن الجواليقي، وسمع ببغداد "جامع أبي عيسى" من عبد الصبور بن عبد السلام الهروي، وسمع من الحافظ عبد الخالق اليوسفي، وسعد الخير الأنصاري، وتزوج بابنته المسندة فاطمة.

## تلاميذه
حدث عنه : ابن خليل، والشيخ الضياء، ومحمد بن البهاء، وأبو سليمان بن الحافظ، والزكي المنذري، وعبد الغني بن بنين، والحافظ عبد الغني أيضا. وبالإجازة : أحمد بن أبي الخير، وغيره.

## قيل عنه
قال ابن النجار : كان مليح الوعظ، لطيف الطبع، حلو الإيراد، كثير المعاني، متدينا، حميد السيرة، ذا منزلة رفيعة، وهو سبط الشيخ أبي الفرج.
قال أبو شامة : كان كبير القدر، معظما عند صلاح الدين، وهو الذي نم على الفقيه عمارة اليمني وأصحابه بما كانوا عزموا عليه من قلب الدولة، فشنقهم صلاح الدين وكان صلاح الدين يكاتبه، ويحضره مجلسه، وكذلك ولده الملك العزيز من بعده، وكان واعظا مفسرا، سكن مصر، وكان له جاه عظيم، وحرمة زائدة، وكان يجري بينه وبين الشهاب الطوسي العجائب، لأنه كان حنبليا، وكان الشهاب أشعريا واعظا. جلس ابن نجية يوما في جامع القرافة، فوقع عليه وعلى جماعة سقف، فعمل الطوسي فصلا ذكر فيه : فخر عليهم السقف من فوقهم، جاء يوما كلب يشق الصفوف في مجلس ابن نجية، فقال : هذا من هناك، وأشار إلى جهة الطوسي.
قال أبو المظفر السبط : اقتنى ابن نجية أموالا عظيمة، وتنعم تنعما زائدا، بحيث أنه كان في داره عشرون جارية للفراش، تساوي كل واحدة ألف دينار وأكثر وكان يعمل له من الأطعمة ما لا يعمل للملوك، أعطاه الخلفاء والملوك أموالا جزيلة. قال : ومع هذا مات فقيرا كفنه بعض أصحابه.

## مواضيع ذات صلة
- عبد القادر الجيلاني
- صلاح الدين الأيوبي
- ماجد عرسان الكيلاني
- الحروب الصليبية